# Мачо і ботан 2
«Мачо і ботан 2» (англ. 22 Jump Street, дослівно укр. Джамп Стріт, 22) — американський комедійний бойовик режисерів Філа Лорда і Кріса Міллера 2014 року. У головних ролях Джона Гілл, Ченнінг Татум (були також продюсерами). Стрічка є продовженням фільму «Мачо і ботан».
Сценаристами стрічки були Майкл Беколл, Родні Ротман і Орен Юзіел, продюсером був Ніл Г. Моріц. Прем'єра фільму запланована на 5 червня 2014 року у Нідерландах та інших країнах, а в Україні — 3 липня 2014 року.

## Сюжет
Поліцейські агенти під прикриттям Мортон Шмідт і Ґреґ Дженко після успішного виконання завдання щодо викриття мережі наркоторгівлі отримують наступне. Тепер вони мають проникнути у студентське братство будучи студентами одного коледжу.

## У ролях
| Актор          | Персонаж                          | Роль                         |
| -------------- | --------------------------------- | ---------------------------- |
| Джона Гілл     | Мортон Шмідт англ. Morton Schmidt | офіцер поліції               |
| Ченнінг Татум  | Ґреґ Дженко англ. Greg Jenko      | офіцер поліції               |
| Ice Cube       | Діксон англ. Dickson              | капітан поліції              |
| Петер Стормаре | Привид англ. The Ghost            | наркобарон                   |
| Ваятт Расселл  | Зук англ. Zook                    | школяр                       |
| Джилліан Белл  | Мерседес англ. Mercedes           |                              |
| Нік Офферман   | Харді англ. Hardy                 | заступник начальника         |
| Дейв Франко    | Ерік англ. Eric                   | школяр                       |
| Роб Ріґґл      | Містер Волтерс англ. Mr. Walters  | колишній вчитель фізкультури |
| Керолайн Аарон | Енні Шмідт англ. Annie Schmidt    | мати Мортона                 |
| Ембер Стівенс  | Майя англ. Maya                   |                              |

## Сприйняття

### Критика
Станом на 15 лютого 2014 року рейтинг очікування фільму на сайті Rotten Tomatoes становив 99% із 16,696 голосів.
Фільм отримав позитивні відгуки: Rotten Tomatoes дав оцінку 84% на основі 192 відгуків від критиків (середня оцінка 6,9/10) і 83% від глядачів із середньою оцінкою 4/5 (143,727 голосів). Загалом на сайті фільми має позитивний рейтинг, фільму зарахований «стиглий помідор» від кінокритиків і «попкорн» від глядачів, Internet Movie Database — 7,5/10 (84 045 голосів), Metacritic — 71/100 (46 відгуків критиків) і 7,6/10 від глядачів (291 голос). Загалом на цьому ресурсі від критиків і від глядачів фільм отримав позитивні відгуки.

### Касові збори
Під час показу в Україні, що розпочався 3 липня 2014 року, протягом першого тижня фільм показали у 119 кінотеатрах і він зібрав 375,612 $, що на той час дозволило йому зайняти 2 місце серед усіх прем'єр. Показ стрічки протривав 8 тижнів і завершився 24 серпня 2014 року. За цей час стрічка зібрала 845,821 $. Із цим показником стріка зайняла 24 місце в українському кінопрокаті 2014 року.
Під час показу у США, що розпочався 13 червня 2014 року, протягом першого тижня фільм показали у 3,306 кінотеатрах і він зібрав 57,071,445 $, що на той час дозволило йому зайняти 1 місце серед усіх прем'єр. Показ фільму протривав 101 день (14,4 тижня) і за цей час фільм зібрав у прокаті у США 191,059,924  доларів США, а у решті країн 135,015,270 $, тобто загалом 326,075,194 $ при бюджеті 50 млн $.